# 10061 Ndolaprata
10061 Ndolaprata este un asteroid din centura principală de asteroizi.

## Descriere
10061 Ndolaprata este un asteroid din centura principală de asteroizi. A fost descoperit pe 11 august 1988 la Siding Spring de Andrew J. Noymer. Asteroidul prezintă o orbită caracterizată de o semiaxă mare de 2,71 ua, o excentricitate de 0,20 și o înclinație de 12,2° în raport cu ecliptica.